# Festival Internacional de Cine Erótico de Barcelona
Das Festival Internacional de Cine Erótico de Barcelona (FICEB) war ein spanisches Pornofilmfestival.

## FICEB Award
Während des Festivals wurde seit 2001 der FICEB Award als Filmpreis in drei unterschiedlichen Kategorien für Pornofilme vergeben: Ninfa (Nymphe) für heterosexuelle Filme, „HeatGay“ für homosexuelle Filme und der Tacón de Aguja (High-Heels oder Stiletto Heel) für BDSM und Fetisch-Filme.
Das Festival wurde seit 1992 jährlich im September veranstaltet. Seit 1997 wurde es im La Farga Convention Center in L’Hospitalet de Llobregat, einer Stadt außerhalb von Barcelona, abgehalten. Im Jahr 2005 wurde die Veranstaltung von der lokalen Regierung anerkannt. Im Jahr 2006 allerdings wurde seitens der Regierung beschlossen, den Vertrag mit dem Festival nicht zu erneuern, sodass es sich für 2008 einen neuen Standort suchen muss.
Verglichen mit dem Filmpreisfestival Hot D’Or in Cannes gilt das Festival weniger exklusive, aber umfassender. Die fünftägige Festival beinhalten nicht nur die Preisverleihung und Star-Auftritte, sondern auch hunderte von Striptease- und Live-Sex Shows sowie eine Dessous-Show und eine Messe für Erotikprodukte.
Im Jahr 2008 fand die Ninfa Awards Zeremonie am 25. Juni im Hotel Florida Park im katalanischen Santa Susanna statt. Während des Gala-Dinners, an dem rund 350 Leute teilnahmen, wurde der italienische Regisseur Mario Salieri mit dem „Lifetime Career Award“ ausgezeichnet.

## Preisträger (Auswahl)

### 2008
Spanischer Nymphenpreis 2008:
- The Resolution, Bester spanischer Film (by Roberto Valtuena, Razorback/Thagson)
- Salma de Nora (Beste spanische Hauptdarstellerin) für The Resolution (Razorback/Thagson)
- Dunia Montenegro (Beste Nebendarstellerin) für The Resolution
- Samuel Soler (Bester Darsteller) für The Game (IFG)
- Paco Roca  (Bester Nebendarsteller) für Dog World

Internationaler Nymphenpreis 2008:
- Casino – No Limit (Bester Film, von Hervé Bodilis, Video Marc Dorcel/IFG)
- Hervé Bodilis (Beste Regie für Casino Video Marc Dorcel/IFG)
- Mick Blue (Bester Darsteller in The Resolution)
- Oliver Sanchez (Bester Nebendarsteller in The Resolution)
- Nina Roberts (Beste Regie für Casino)
- Tarra White (Beste Nebendarstellerin in Wild Waves, Woodman Entertainment)
- Lucky (Beste Darstellerin in Ibiza Sex Party 5, Private Media Group)

### 2007
- Rebeca Linares (Beste Nebendarstellerin für Iodine Girl, Evil Angel Video – IFG, 2006)
- Pierre Woodman (Nymphe 2007 für die beste Regie, 2006)
- Sophie Evans (Nymphe 2007 für ihr Lebenswerk / Nymphe für die Karriere, 2006)
- Belladonna (Nymphe Sonderpreis der Jury, 2006)
- Mario Salieri (Beste Regie für La viuda de la Camorra, Negro y Azul, 2006)
- Rocco Siffredi (Bester Darsteller für Fashionistas Safado, Evil Angel – IFG, 2006)
- Katsuni (Beste Darstellerin für French Connection, Video Marc Dorcel – IFG, 2006)
- Xcalibur 2 (Bestes Produktionsdesign an Woodman Entertainment, 2006)
- Divinity Love Beste Darstellerin für Xcalibur: The Lords of Sex 1 (Woodman Entertainment)
- Melissa Lauren Nymphe 2007 in der Kategorie: die originellste Sex-Sequenz für Fashionistas Safado: The Challenge

### 2006
- The Gift, Bester spanischer Film, Bestes spanisches Drehbuch, Bester spanischer Produktionsdesign, 2006
- Dark Angels 2, Bester Film 2006
- James Avalon Bester Direktor für La mansión del placer (IFG)
- Mya Diamond Beste Darstellerin für Sex Angels 2 (Private)
- Sonia Baby Beste spanische Darstellerin für Mantis (IFG)
- Nacho Vidal Beste spanischer Darsteller für Back 2 Evil 2 (IFG)
- Ramón Nomar Bester spanischer Schauspieler für Mantis (IFG)
- Julie Silver Beste spanische Schauspielerin für Kill Thrill (Private)
- Natalia Zeta Beste spanische Schauspielerin für The Gift
- Randy Spears Bester Nebendarsteller für La mansion del placer (IFG)

### Nymphe 2005
- Robinson Crusoe on Sin Island Ninfa 2005 Preis für das beste Drehbuch, Milcap Media Group, Private Media Group
- Silvia Saint Publikumspreis „Beste Darstellerin“
- Angel Dark Beste Darstellerin in „Planet Silver #2“ (Interselección)
- Marc Dorcel Preis für eine lebenslange Karriere
- Mario Salieri Spezieller Jurypreis
- Rocco Siffredi und Venus für „Who fucked Rocco?“ Ninfa 2005 Preis für die originellste Sex-Sequenz
- Wet Dreams Nymphe 2005 Preis für den besten 100% Sex-Film (Milcap Media Group, Private)
- Sharka Blue Nymphe 2005 Preis für die beste Nebendarstellerin for Sex mistere (International Film Grup)

### Nymphe 2004
- Axel Braun Beste Regie für Compulsión, (International film grup)
- Compulsion Bester Film (International film grup)
- Ron Jeremy Bester Darsteller für The Magic Sex Genie (International film grup)
- Crazy Bullets Bester spanischer Film (International film grup)
- Narcís Bosch Bester spanischer Director für Crazy Bullets (International film grup)
- Claudia Claire Beste spanische Darstellerin für Fantasías de una sexóloga (Elephant Channel)
- Ramón Guevara Bester spanischer Darsteller für  616DF – El Diablo español vs las luchadoras del este (International film grup)
- Silvia Saint Nymphe 2004 Publikumspreis für die beste Darstellerin
- Dora Venter Beste Nebendarstellerin in La Memoria de los peces (Conrad Son Company)
- Roberto Malone Beste Nebendarstellerin in La cripta de los culos (Interseleccion)
- Sex Angels Beste Kinografik (Private Media Group)
- Anastasia Mayo Nymphe 2004 a la mejor Starlette
- Rocco meats Suzie Bester Film 100% Sex (International film grup)
- Millionaire Beste DVD (Private Media Group)

### Nymphe 2003
- The Scottish Loveknot (beste DVD – Private Media Group)
- Hot Rats (beste spanische Darstellerin – International Film Grup)
- Michelle Wild (Beste Nebendarstellerin für Hot Rats – International Film Grup)
- Roberto Malone (Publikumspreis für den besten Darsteller)
- Cristina Bella (Beste Nachwuchs-Schauspielerin in The Fetish Garden – Private Media Group)
- The Fashionistas (Beste Kinografik – International Film Grup)
- Sophie Evans (Publikumsnymphe 2003 Bester Darsteller)
- Max Hardcore (Publikumsnymphe 2003 al beste Regisseur)
- Nacho Vidal (Bester Darsteller in Back 2 Evil – International Film Grup)
- Belladonna (Bester Darsteller für The Fashionistas – International Film Grup)
- La Dolce Vita de Mario Salieri (Bester Film  – Negro y Azul)

### Nymphe 2002
- Olivia Del Rio (Beste Darstellerin in Apasionadas y Coquetas, 2002)
- The Private Gladiator (Beste DVD – Private Media Group)
- Rita Faltoyano für den Faust (bester Nebendarsteller – Private Media Group)
- Faust (Bester Spanischer Film – Private Media Group)
- Laura Angel (Beste Darstellerin por Angelmania – Interselección)
- Fade to Black (Bester Film – International Film Grup)

### Nymphe 2001
- Monica Sweetheart (Beste Nebendarstellerin für Face dance obsession)[1]
- Jessica May (Bester Nachwuchs-Schauspieler für Perras amaestradas)
- La Provocación (Bester Film, International Film Grup)
- Mario Salieri (Beste Regie  in Divina)
- Sophie Evans (Beste Schauspielerin in Virtualia (The series))
- Nacho Vidal (Bester Schauspieler  für Face dance obsession)
- Gothix (Bester spanischer Film)